# Jinbeisaurus
Jinbeisaurus wangi is een vleesetende theropode dinosauriër, behorende tot de Tyrannosauroidea, die tijdens het late Krijt leefde in het gebied van het huidige China.

## Vondst en naamgeving
In 2008 groef een team van het Shanxi Museum of Geological and Mineral Science and Technology (onlangs herdoopt tot het Shanxi Museum of Geology, ofwel SMG) in een nieuwe groeve botten op van theropoden, bij het dorp Yangjiayao in de prefectuur Tianzhen in Shanxi.
In 2019 werd de typesoort Jinbeisaurus wangi benoemd en beschreven door Wu Xiaochun, Shi Jianru, Dong Liyang, Thomas David Carr, Yi Jian en Xu Shichao. De geslachtsnaam is afgeleid van jin, het eerste ideogram van de naam Shanxi, en bei, "noord", omdat het fossiel gevonden is in het noorden van Shanxi. De soortaanduiding eert Wang Suozhu voor zijn vele werk in de paleontologie van de gewervelden van Shanxi. De soort is de eerste theropode die in Shanxi ontdekt is.
Het holotype, SMG V0003, is gevonden in een laag van de bovenste Huiquanpuformatie die dateert uit het Opper-Krijt. De precieze ouderdom is onzeker en moet geschat worden aan de hand van andere dinosauriërs in de formatie gevonden. Die zijn niet al te modern wat zou kunnen wijzen op een herkomst uit het Campanien of nog eerder. De beschrijvers speelden echter met de gedachte dat Jinbeisaurus een late basale tyrannosauroïde zou kunnen zijn uit het Maastrichtien. Het holotype bestaat uit een gedeeltelijk skelet met schedel. Bewaard zijn: beide bovenkaaksbeenderen, het dentarium van de rechteronderkaak, de centra van twee halswervels, de centra van vijf ruggenwervels en het onderste uiteinde van het rechterschaambeen. Hoewel het om losse botten gaat, werd aangenomen dat die van één individu afkomstig waren. Daarop wijst het feit dat ze vlak bij elkaar gevonden zijn op een oppervlakte van acht vierkante meter, het ontbreken van dubbele elementen en het overeenkomen in algemene grootte. Het betreft, afgaande op de mate van verbening van de wervelbogen, een volwassen exemplaar.

## Beschrijving

### Grootte en onderscheidende kenmerken
Jinbeisaurus is een middelgrote tyrannosauroïde. De schedellengte is geschat op zesenzestig centimeter. Dat zou wijzen op een lichaamslengte vergelijkbaar met die van de verwant Xiongguanlong welke geschat is op vijf meter, bij een gewicht van tweehonderd kilogram.
De beschrijvers wisten enkele onderscheidende kenmerken vast te stellen. Het gaat om een unieke combinatie van apomorfe eigenschappen. De beenbalk tussen de fenestra maxillaris en de fenestra antorbitalis heeft in zijaanzicht een breedte die overeenkomt met 85% van de horizontale breedte van de fenestra maxillaris. De uitholling rond de fenestra antorbitalis is net achter het punt waar de tandrij ophoudt hoger dan de niet ingesprongen beenwand eronder. Op de binnenwand van het bovenkaaksbeen ligt de achterste onderhoek van de uitholling waar de fenestra promaxillaris toegang toe geeft net boven de vijfde tandkas. Van binnen bezien loopt het smalle beenschot tussen de uitholling van de fenestra promaxillaris en de vestibule van het bovenkaaksbeen naar onderen toe breed uit en draagt een kleine maar diepe trog op zijn basis. Van binnen bezien is het voorste deel van de vestibule van het bovenkaaksbeen bijna net zo groot als de fenestra maxillaris. In zijaanzicht is de bovenste rij aderkanalen die het dentarium doorboren op de middelste hoogte gelegen. Bij zowel de maxillaire als dentaire tanden hebben de voorrand en achterrand een gelijk aantal kartelingen voor een bepaalde lengte, i.c. zestien van het midden van de tandkroon gemeten. Bij het schaambeen maakt het achterste uitsteeksel van de "voet" een scherpe hoek van 70° met de schacht.
Wat het eerste kenmerk betreft, erkenden de beschrijvers dat een brede beenbalk ook een juveniele eigenschap kan zijn: bij Tyrannosaurinae hebben jonge exemplaren een duidelijk bredere balk. Ze wezen er echter op dat die dan maximaal 55% van de breedte van de fenestra maxillaris bezit, zodat de veel bredere balk van Jinbeisaurus toch onderscheidend is, nog afgezien van het feit dat de vergroeiing van de wervelboog wijst op een volwassen leeftijd.

### Skelet

#### Schedel
Het bovenkaaksbeen heeft een bewaarde lengte van vierendertig centimeter. Oorspronkelijk was het bot nog een vier centimeter langer. Voorrand en onderrand zijn bol. De fenestra maxillaris ligt halverwege de grote schedelopening en de voorrand van de fossa daar omheen, een basaal kenmerk. Het is een driehoekig venster met een breedte van achtendertig millimeter. De beenbalk tussen de twee vensters heeft een breedte van tweeëndertig millimeter. Het voorste venster bevindt zich vrij hoog. In de fossa onder het hoofdvenster bevinden zich geen foramina, een teken van een hoge leeftijd. Het is onduidelijk of het bovenkaaksbeen het neusgat bereikte. De achterste tak is naar binnen gezwollen door een luchtkamer of bulla. De promaxillaire uitholling aan de binnenzijde is driehoekig en opvallend groot, beginnend tussen de positie van de eerste en tweede tand en naar achteren doorlopend tot aan de zevende tand. De er achter lopende schuin naar voren omhoog stekende beenrichel is juist smal, bovenaan maar vier millimeter breed. De richel verbreed en verlaagd zich in de richting van de maxillaire vestibule, de holte aan de binnenkant van de fenestra maxillaris. Deze holte is vooraan relatief uitgebreid. De interne vleugels zijn achteraan niet sterk vergroot. De interdentaalplaten zijn vijfhoekig, niet vergroeid, onregelmatig gegroefd en tamelijk lang, vrijwel tot aan de kaakrand doorlopend, een afgeleid kenmerk.
Het bovenkaaksbeen draagt dertien tanden. De tandrij is een dertig centimeter lang. De eerste maxillaire tand is klein. De randen nemen daarna geleidelijk in grootte toe tot en met de vierde tand. De vijfde, zesde en zevende tand zijn ongeveer even groot als de vierde. De laatste zes tanden nemen weer geleidelijk in grootte af. De tanden hebben de gebruikelijke dolkvorm. De voorrand is bol, de achterrand bovenaan recht om in de onderste helft sterk naar achteren te krommen. Ze tanden zijn, zoals typisch voor tyrannosauroïden, tamelijk groot en dik, met de breedte overdwars 85% van de wijdte in zijaanzicht. Beide snijranden hebben kartelingen. Die beslaan twee derden van de lengte, van het spits af gemeten. Bij de eerste drie maxillaire tanden ligt de voorste snijrand meer naar binnen. Dat geeft de tand een lichte D-vorm in dwarsdoorsnede en suggereert dat de niet gevonden premaxillaire tanden een nog sterkere D-vorm hadden, een typisch tyranosauroïde kenmerk. De vertandingen van beide randen zijn ongeveer even groot. In het midden van de rand ligger er tweeëndertig per strekkende centimeter. Meer naar het spits toe neemt de grootte van deze denticula toe zodat er zich 28,6 vertandingen per centimeter bevinden. Richting basis neemt de grootte af en zijn er achtendertig per centimeter. De vertandingen staan haaks op de snijrand en hebben een rechthoekig profiel.

#### Onderkaken
Het stuk dentarium heeft een bewaarde lengte van dertig centimeter. Het is laag, met een minimale hoogte van drieënvijftig millimeter. Het dentarium is maar boven gekromd zodat een sterk hol bovenprofiel ontstaat. Vooraan is de onderrand overeenkomstig bol maar achteraan licht hol door een vermeerdering van de hoogte. Het vergroeiingsvlak met de andere onderkaak is kort en sterk verruwd zoals men zou verwachten bij een oud exemplaar. Van de gebruikelijke twee rijen foramina ligt de bovenste uitzonderlijk laag, op de helft van de hoogte van het bot, terwijl bij alle andere bekende tyrannosauroïden de bovenrij zich op de bovenste helft bevindt. Geen van beide rijen toont een duidelijk verband tussen de locatie van een foramen en een tand. Vermoedelijk was de bovenste binnenzijde bedekt door een supradentarium of intercoronoïde, naar achteren reikend tot aan de zevende tand. De horizontale groeve van de binnenzijde, de fossa Meckeliana, is relatief hoog. Of er een foramen intramandibulare orale aanwezig was, kam door beschadigingen niet worden waargenomen. De interdentaalplaten lijken op die van de bovenkaak maar zijn licht vergroeid.
Het dentarium draagt zestien tanden. De lengte van de tandrij van de onderkaak is geschat op 308 millimeter. De dentaire tanden lijken veel op de maxillaire maar zijn iets platter of smaller overdwars. De vierde en vijfde dentaire tand hebben symmetrisch geplaatste snijranden, dus zonder D-vorm. De denticula van de dentaire tanden hebben precies dezelfde dichtheid als bij de maxillaire tanden, wat uitzonderlijk is.

#### Postcrania
De bovenzijden van alle gevonden wervels zijn zwaar beschadigd en kunnen dus weinig informatie leveren. De halswervels hebben pleurocoeeln. Een hypapofyse of onderste verdikking van de rand van het voorfacet is niet aanwezig, zelfs niet als een bultje. Evenmin zijn ze gekield. Bij de voorste ruggenwervels zijn de pleurocoelen kleiner. Ook zij zijn niet gekield maar een kiel verschijnt bij de middelste wervels. Daarbij schuiven de pleurocoelen naar achteren.
Bij het schaambeen is de schacht overdwars smal. De voorrand is hol gebogen. De "voet" aan de onderzijde is groot zoals bij veel tyrannosauroïden. Het achterste uitsteeksel van de voet maakt een scherpe hoek met de schacht, ook met de bovenrand terwijl die normaal haaks staat. De voet moet naar voren schuin naar beneden afgelopen hebben. Het kan zijn dat het voorste uitsteeksel veel korter was. De kam voor de aanhechting van de Musculus puboischiofemoralis externus loopt naar beneden maar raakt de voet niet.

## Fylogenie
Hinbeisaurus werd in 2019 vrij basaal in de Tyrannosauroidea geplaatst, in een polytomie met Xiongguanlong, Timurlengia en meer afgeleide vormen. Hij stond onder Dryptosaurus in de stamboom en boven Suskityrannus.